# David Levy Elkan

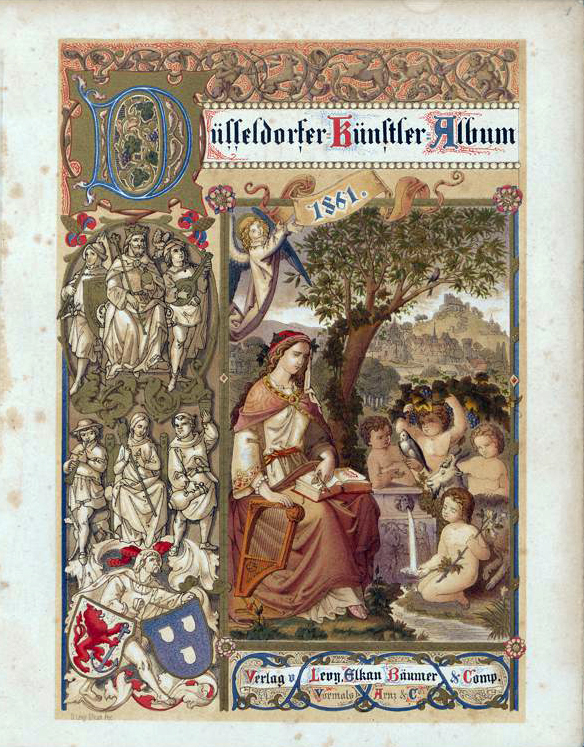
Kupfertitel in Düsseldorfer Künstler-Album, 1861

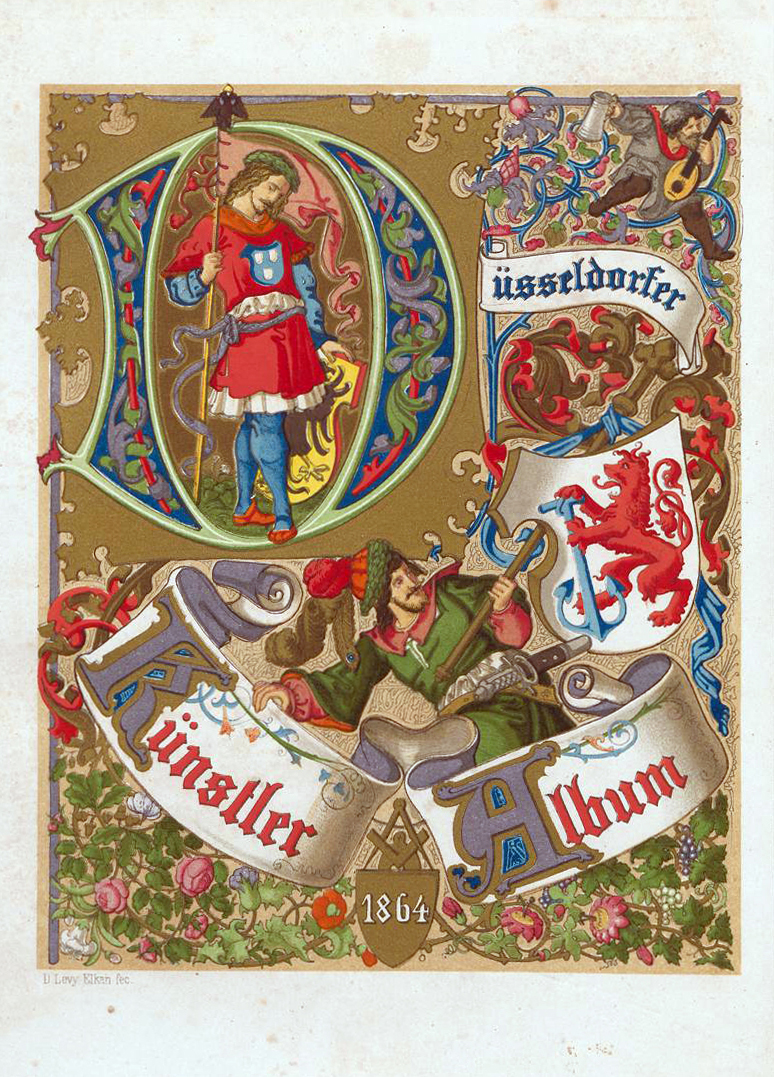
Kupfertitel in Düsseldorfer Künstler-Album, 1864

David Levy Elkan (* 1. Dezember 1808 in Köln; † 1. Juli 1865 ebenda) war ein Maler, Zeichner und Lithograf.

## Leben
Elkan, einer von zwei Söhnen des in Bayreuth geborenen Kölner Elementarlehrers Hermann Levy Elkan (1765–1839) und dessen Ehefrau Adelheid Seligmann (auch Adelaide Amsel, 1761–1856), wurde in die sogenannte „Franzosenzeit“ hineingeboren. Er war Schüler der Kunstakademie Düsseldorf, wirkte als Maler und Lithograf und gilt als Vertreter der Rheinromantik. Er besaß ein Lithografisches Institut in Köln und war ein vielbeschäftigter Illustrator. Die älteste Darstellung von Karl Marx geht auf Elkans Lithografie einer Trierer Studentenverbindung an der Universität Bonn zurück, die ihn als Bonner Studenten zeigte. Für einige frühe Ausgaben der Baedeker-Reiseführer zeichnete Elkan die Einbandentwürfe im Biedermeier-Stil.
1835 heiratete er Sibille Benoit (auch Lisette Steinhausen, 1808–1867), die zwischen 1836 und 1851 sieben Kinder gebar, fünf Töchter und zwei Söhne.
Elkan engagierte sich politisch. Mit seinem Berufskollegen Wilhelm Kleinenbroich und anderen prominenten Kölnern gehörte er in der Vormärzzeit und während der Deutschen Revolution zu den aktivsten Revolutionären. Beide Künstler zählten zu den 79 Gründungsmitgliedern des „Allgemeinen Hilfs- und Bildungsverein“ (für Köln und Deutz), in dem Sozialisten, Kommunisten und andere Demokraten zusammenarbeiteten. Im Oktober 1848 kündigte Elkan sein Abonnement der von Karl Marx herausgegebenen Neuen Rheinischen Zeitung mit der Begründung, sie fache „confessionellen Haß“ an, „besonders auf die Juden“.
Von 1859 bis 1864 war er in Düsseldorf ansässig. Am 7. Februar 1859 trat er zusammen mit dem Buchhändler Heinrich Bäumer (eigentl. Möthe; * 1818) in das vormalige, 1816 gegründete Düsseldorfer Geschäft Arnz & Comp. ein. Nach Bäumers Austritt im September 1862 verkaufte er es im Sommer 1864 weiter an Wilhelm Breidenbach.
Seine Grabstätte befindet sich auf dem Jüdischen Friedhof in Köln-Deutz (Flur X).

## Werke (Auswahl)
- Illustrationen zu Der Froschmäusler, Wesel und Leipzig 1841 (Digitalisat)
- Porträt Alexander von Humboldt, Lithographie (Abbildung)
- Porträt Konradt Orth ab Hagen, Lithographie (Abbildung)
- Adresskarte des lithographischen Instituts Levy Elkan (Abbildung)
- Gedenkblatt an die Wahlversammlung des Dombauvereins am 14. Februar 1842 (Abbildung)
- Widmungsblatt für den Kölner Männer-Gesang-Verein, 1854 (Abbildung)